# Kepler-34b
Kepler-34b (także Kepler-34 (AB) b, KIC 8572936 b lub KOI-2459.02) – egzoplaneta orbitująca wokół układu binarnego Kepler-34 (AB). Jest to gazowy olbrzym o niskiej gęstości, trochę mniejszy od Saturna i obiega swoją gwiazdę w ciągu 289 dni.

## Odkrycie
Kepler-34b odkryto metodą tranzytową w 2012 przez Kosmiczny Teleskop Keplera wraz z planetą Kepler-35 (AB) b. Oznaczenie "Kepler-34 (AB) b" wskazuje, że jest to pierwsza planeta okrążająca układ podwójny Kepler-34 (AB), który jest trzydziestym czwartym układem odkrytym w ramach programu Kepler i krąży wokół obu składników tego układu. Mimo dosyć długiego okresu orbitalnego (288,8 dni), istnienie planety można było potwierdzić dzięki tranzytowi, który przebiegał na obu gwiazdach układu podwójnego Kepler-34.

## Charakterystyka
Masa planety wynosi około 69,9 M⊕, a jej promień wynosi około 8,37 R⊕. Jest to gazowy olbrzym o niskiej gęstości (~0,613 g/cm³), podobny do Saturna, jednak Saturn jest niewiele większy, gęstszy i bardziej masywny od Kepler-34b. Jest to jedyna znana nam planeta okrążająca układ Kepler-34 składający się z dwóch gwiazd podobnych do Słońca. Okrąża ona oba składniki gwiazdy podwójnej, więc jest to planeta okołopodwójna, a z powodu orbitalnego ruchu gwiazd tego układu, planeta doświadcza dużych zmian w ilości promieniowania, jakie trafia na powierzchnię.
Planeta znajduje się w gwiazdozbiorze Łabędzia i jest oddalona o około 4900 lat świetlnych od Ziemi.
| Jowisz | Kepler-34b |
| ------ | ---------- |
|        |            |